# Теллурид палладия
Теллурид палладия — бинарное неорганическое соединение
палладия и теллура
с формулой PdTe,
кристаллы.

## Получение
- Сплавление стехиометрических количеств чистых веществ:

{\displaystyle {\mathsf {Pd+Te\ {\xrightarrow {746^{o}C}}\ PdTe}}}

## Физические свойства
Теллурид палладия образует кристаллы
гексагональной сингонии,
пространственная группа P 63/mmc,
параметры ячейки a = 0,41521 нм, c = 0,56719 нм, Z = 2.
Имеет широкую область гомогенности 50÷56 ат.% теллура.